# Michael Giacchino
Michael Giacchino (* 10. října 1967, Riverside Township, New Jersey, USA) je americký hudební skladatel. Patří mezi známé hudební skladatele filmové a seriálové hudby.

## Život
Od deseti let se začal věnovat filmové hudbě. Později vystudoval magisterský titul na School of Visual Art v New Yorku. Zpočátku pracoval ve studiích Universal a Disney v New Yorku. Později se přestěhoval do Los Angeles, kde pracoval pro Disney jako asistent produkce videoher.
První velkou skladatelskou kompozicí byla orchestrální hudba k videohře The Lost World: Jurassic Park od DreamWorks Interactive. Proslavil se také soundtrackem ke hře Medal of Honor, díky kterému si ho režisér J. J. Abrams vybral jako skladatele pro seriál Alias. Jejich spolupráce pokračovala i v kultovním seriálu Ztraceni, kde bylo zapotřebí 120 hodin hudby. Během seriálu složil také hudbu ke hře Call of Duty a v roce 2004 také k animovanému filmu Úžasňákovi. Pokračoval soundtrackem Mission Impossible III a získal nominaci na Oscara za hudbu k filmu Ratatouille. Toto ocenění nakonec získal díky animovanému filmu Vzhůru do oblak (2009), téhož roku napsal též hudbu pro sci-fi film Star Trek.
Mezi jeho další počiny patří soundtracky k filmům Mission: Impossible – Ghost Protocol, Super 8, Auta 2, Star Trek: Do temnoty, V hlavě, Zootropolis, Jurský svět, Doktor Strange, další Star Trek: Do neznáma a v neposlední řadě také Rogue One z nové série Lucasfilmu.

## Ocenění

### Oscar
- Ratatouille (2008)
- Vzhůru do oblak (2010)

### Zlatý Glóbus
- Vzhůru do oblak (2010)

### BAFTA
- Vzhůru do oblak (2010)

### Cena Saturn
- Rogue One: Star Wars Story (2016)
- Doctor Strange (2016)
- Úsvit planety opic (2014)
- Super 8 (2012)
- Mission: Impossible – Ghost Protocol (2012)
- Ať vejde ten pravý (2011)
- Vzhůru do oblak (2010)
- Úžasňákovi (2005)